# Veillées du village de Dikanka
Pour plus de détails, voir Fiche technique et Distribution.
Veillées du village de Dikanka (Вечера на хуторе близ Диканьки, Vechera na khutore bliz Dikanki) est un film de Noël soviétique réalisé par Alexandre Rou, sorti en 1961,.

## Synopsis
Près du village de Dikanka, le soir de la veille de Noël, au milieu des réjouissances, le forgeron Vakula persuade le diable de l’emmener à Saint-Pétersbourg, où il espère obtenir une paire de talons apparentant à l’impératrice pour les offrir ensuite à Oksana, qu'il aime.

## Fiche technique
- Photographie : Dmitriï Surenskiï
- Musique : Arkadi Filippenko
- Décors : Alexandre Dikhtiar, L. Duchina, A. Ivachtchenko
- Montage : Kseniia Blinova

## Distribution
- Aleksandr Khvylya : Kornei Tchub
- Lyudmila Myznikova : Oksana (comme L. Myznikova)
- Yuri Tavrov (en) : Vakula
- Lyudmila Khityaeva (en) : Solokha (comme L. Khityayeva)
- Sergueï Martinson : Osip the Deacon
- Anatoliy Kubatskiy : Panas
- Vera Altayskaya (en) : l'épouse de Panas
- Dmitriy Kapka : Shapuvalenko
- Nikolay Yakovchenko : Patsyuk (comme N. Yakovchenko)
- Marina Sidorchuk : Odarka (comme M. Sidorchuk)
- Aleksandr Radunsky : The Head (comme A. Radunsky)
- Gueorgui Milliar : le diable
- Mikhail Vasilyev : Cossack (comme M. Vasilyev)
- Evgeniy Grigorev : (comme E. Grigoryev)
- Andrey Demyanenko : Sverbyguz (comme A. Demyanenko)
- Lidiya Korolyova : The Purple Nose Woman
- Irina Murzayeva : The Cummer
- Mariya Skvortsova : (comme N. Skvortsova)
- Alexeï Smirnov : The Ambassador
- Mikhail Troyanovskiy : (comme M. Troyanovskiy)
- Zoya Vasilkova : Catherine the Great (comme Z. Chekulayeva)
- Yuri Chekulayev  : Grigoriy Potyomkin
- Yakov Belenkiy : Patsyuk (voix)
- Vladimir Kashpur : Vakula (voix)
- Ivan Ryzhov : The Ambassador (voix)
- Lyudmila Kalugina : The Suprised Woman (non créditée)
- Pavel Zagrebelniy : The Benefector (non crédité)